# Список игр серии Final Fantasy

Final Fantasy (яп. ファイナルファンタジー Файнару Фантадзи:, Последняя фантазия) — серия компьютерных игр и медиафраншиза, принадлежащая японской компании Square Enix (в прошлом Square). Первая игра, давшая впоследствии название всей серии, вышла в Японии в 1987 году. Основные игры серии, нумеруемые римскими цифрами, выпускаются каждые несколько лет — последняя из них вышла в 2023 году. Эти основные игры не связаны друг с другом, действие каждой следующей игры происходит в новой вымышленной вселенной с другими персонажами и сюжетом, хотя и могут содержать общие с предыдущими играми элементы и темы. Кроме этого, было выпущено множество побочных игр, зачастую уже связанных с основными играми серии и друг с другом — сиквелы, приквелы, спин-оффы и прочие; в рамках медиафраншизы выпускались фильмы, книги, саундтреки к играм и другие продукты.
Большинство игр серии Final Fantasy относится к жанру японских ролевых игр, но в неё также входят массовые многопользовательские ролевые онлайн-игры, тактические ролевые игры, шутеры от третьего лица, файтинги, музыкальные игры, игры в жанре Tower Defense и в других жанрах. Игры Final Fantasy изданы для множества игровых приставок, персональных компьютеров и мобильных телефонов. Многие игры неоднократно переиздавались для самых разных платформ, в том числе в составе сборников, объединяющих в себе несколько игр. Большинство игр серии было разработано внутренними студиями самой Square Enix, хотя некоторые побочные игры создавали сторонние подрядчики.
Серия игр Final Fantasy является наиболее успешной медиафраншизой Square Enix и крупнейшей среди RPG-медиафраншиз в истории. На май 2020 года совокупные продажи существовавших на тот момент 54 игр серии превышали 144 миллиона копий на всех платформах; они принесли издателю 11,7 миллиарда долларов.

## Сиквелы и приквелы основной серии, дополнительная серия
Final Fantasy X-2 первый прямой сиквел в серии игр. После его выхода идея создания сиквелов и приквелов к играм основной серии стала очень популярна.

### Компиляция Final Fantasy VII
Серия компьютерных игр и анимационных фильмов, основанных на игре Final Fantasy VII. Все продукты серии так или иначе связаны с сюжетом и персонажами Final Fantasy VII, однако сама оригинальная игра в состав компиляции не входит.

### Fabula Nova Crystallis Final Fantasy
Серия японских ролевых игр, на данный момент включает пять частей, две из которых до сих пор находятся в разработке. Кроме трёх нижеперечисленных, сюда относятся также две игры основной серии: Final Fantasy XIII и Final Fantasy XV. Действие игр происходит в разных мирах и описывает историю разных персонажей, однако все части объединены схожей мифологией и обязательным присутствием в сюжете кристаллов.

## Сборники
Специальные издания, содержащие несколько игр, продающихся как единый продукт.

## Коллекции
Коллекции обычно содержат несколько игр, включенных в специальную продуктовую линейку. В отличие от сборников, каждая игра коллекции продаётся отдельно.